# جون باورز (مؤلف)
جون باورز (بالإنجليزية: John Bowers)‏ (12 مارس 1928، تينيسي في الولايات المتحدة)؛ مؤلف، كاتب، مؤرخ وروائي أمريكي.